# Nationaal park Dolomiti Bellunesi
Het Nationaal park Dolomiti Bellunesi (Italiaans: Parco nazionale delle Dolomiti Bellunesi) ligt in de Italiaanse provincie Belluno (regio Veneto). Het park ligt ingeklemd tussen het dal van de rivier de Cismon in het westen en de Piave in het oosten. Even ten zuiden van het park ligt de bezienswaardige, historische stad Feltre. Het gebergte vormt een brug tussen de Alpen en Voor-Alpen en tussen het continentale klimaat en zeeklimaat.
In het park zijn verschillende landschappen te vinden zoals kalksteenwoestijnen en glaciale keteldalen in het zuidelijke deel, de Alpi Feltrine. Bijzonder fraai zijn de enorme hoogvlaktes Piani Eterni  (5463 ha) en Schiara Occidentale (3172 ha) met hun vele grotten.

## Fauna
Bijna alle voor de Alpen kenmerkende diersoorten zijn hier vertegenwoordigd. Volgens de laatste tellingen telt het park onder andere 2000 steenbokken en 5 paren adelaars De laatste jaren is de lynx en de bruine beer na een lange afwezigheid weer in het gebied waargenomen. Wandelaars moeten uitkijken voor de giftige adders in het park.

## Bergtoppen
De belangrijkste bergtoppen van het park zijn:
- Schiàra (2565 m)
- Sass de Mura (2550 m)
- Talvéna (2542 m)
- Pavióne (2335 m)
- Pizzón (2240 m)